# Lars Nilsson
Ne pas confondre avec le footballeur suédois Lasse Nilsson
Lars Nilsson (né en 1966 à Stockholm, en Suède) est un créateur de mode, membre un temps du Conseil des créateurs de mode américains, et qui a travaillé avec plusieurs maisons tel que Bill Blass, ou Nina Ricci. Il possède également sa propre ligne pour homme Mr. Nils.

## Biographie
Lars Nilsson fait des études à l'École de la Chambre Syndicale de la Couture Parisienne. Après un apprentissage chez Chanel, il rejoint la maison Christian Lacroix.
À partir de 1997, Lars Nilsson travaille chez Dior aux côtés de John Galliano. Peu avant les années 2000, Bill Blass revend son entreprise et se retire, malade. Lars Nilsson est embauché à sa place quelque temps après. Mélangeant le style de la maison avec le sien, il reçoit le soutien d'Anna Wintour l'influente rédactrice en chef du Vogue américain ; à la suite de quoi, il passe par la maison Nina Ricci jusqu'en 2006, puis entre chez Gianfranco Ferré comme directeur de la création de la marque homonyme après le décès du couturier italien, jusqu'en 2008 ; ce poste aura duré pour le styliste cinq mois seulement. Il lance sa propre ligne pour homme intitulée Mr Nil's